# 예불문
예불문(禮佛文)은 부처에게 예불을 올릴 때 사용하는 의식문으로, 불법승 삼보에게 예경을 하는 내용이다. 보통 큰 사찰에서 예불의 순서는 "도량석(道場釋) → 법고 → 운판 → 범종 → 예불"순이다. 예불에 사용하는 것이 예불문이다.
예불문을 보면 총 7번을 절하는데, 이 때문에 ‘칠정례(七頂禮)’라고도 한다. 현행 칠정례는 1955년 승려 월운 등이 종합 정리한 것이다.
예불의식 경전의 하나로 이러한 경전으로는 예불문, 이산혜연선사 발원문, 반야심경, 천수경, 정근, 금강경, 상단권공, 중단권공(신중청), 화엄경 약찬게 등이 있다.

## 한자 전문
다음은 예불문의 전문이다. 아침과 저녁에 드리는 예불과 사시예불은 약간 차이가 있다.

### 조석(아침과 저녁) 예불용 예불문
계향 정향 혜향 해탈향 해탈지견향

戒香 定香 慧香 解脫香 解脫知見香
광명운대 주변법계 공양시방 무량불법승

光名雲臺 周邊法界 供養十方 無量佛法僧
헌향진언(獻香眞言)

『옴 바아라 도비야 훔』(3번)
지심귀명례 삼계도사 사생자부

至心歸命禮 三界導師 四生慈父
시아본사 석가모니불(절한다.)

是我本師 釋迦牟尼佛
지심귀명례 시방삼세 제망찰해

至心歸命禮 十方三世 帝網刹海
상주일체 불타야중(절한다.)

常住一切 佛陀耶衆
지심귀명례 시방삼세 제망찰해

至心歸命禮 十方三世 帝網刹海
상주일체 달마야중(절한다.)

常住一切 達磨耶衆
지심귀명례 대지문수사리보살 대행보현보살

至心歸命禮 大智文殊舍利菩薩 大行普賢菩薩
대비관세음보살 대원본존지장보살 마하살(절한다.)

大悲觀世音菩薩 大願本尊地藏菩薩 磨訶薩
지심귀명례 영산당시 수불부촉 십대제자 십육성

至心歸命禮 靈山當時 受拂付囑 十代弟子 十六聖
오백성 독수성 내지 천이백제대아라한 무량자비성중(절한다.)

五百聖 獨修聖 乃至 千二百諸大阿羅漢 無量慈悲聖衆
지심귀명례 서건동진 급아해동 역대전등 제대조사

至心歸命禮 西乾東震 及我海東 歷代傳燈 諸大祖師
천하종사 일체미진수 제대선지식(절한다.)

天下宗師 一切微塵數 諸大善知識
지심귀명례 시방삼세 제망찰해

至心歸命禮 十方三世 帝網刹海
상주일체 승가야중(절한다.)

常住一切 僧伽耶衆
유원 무진삼보 대자대비 수아정례 명훈가피력

唯願 無盡三寶 大慈大悲 受我頂禮 冥薰加被力
원공법계 제중생 자타일시 성불도(반배)

願共法界 諸衆生 自他一時 成佛道

### 사시공양 예불문
계향 정향 혜향 해탈향 해탈지견향

戒香 定香 慧香 解脫香 解脫知見香
광명운대 주변법계 공양시방 무량불법승

光名雲臺 周邊法界 供養十方 無量佛法僧
헌향진언(獻香眞言)

『옴 바아라 도비야 훔』(3번)
지심정례공양 삼계도사 사생자부

至心頂禮供養 三界導師 四生慈父
시아본사 석가모니불(절한다.)

是我本師 釋迦牟尼佛
지심정례공양 시방삼세 제망찰해

至心頂禮供養 十方三世 帝網刹海
상주일체 불타야중(절한다.)

常住一切 佛陀耶衆
지심정례공양 시방삼세 제망찰해

至心頂禮供養 十方三世 帝網刹海
상주일체 달마야중(절한다.)

常住一切 達磨耶衆
지심정례공양 대지문수사리보살 대행보현보살

至心頂禮供養 大智文殊舍利菩薩 大行普賢菩薩
대비관세음보살 대원본존지장보살 마하살(절한다.)

大悲觀世音菩薩 大願本尊地藏菩薩 磨訶薩
지심정례공양 영산당시 수불부촉 십대제자 십육성

至心頂禮供養 靈山當時 受拂付囑 十代弟子 十六聖
오백성 독수성 내지 천이백제대아라한 무량자비성중(절한다.)

五百聖 獨修聖 乃至 千二百諸大阿羅漢 無量慈悲聖衆
지심정례공양 서건동진 급아해동 역대전등 제대조사

至心頂禮供養 西乾東震 及我海東 歷代傳燈 諸大祖師
천하종사 일체미진수 제대선지식(절한다.)

天下宗師 一切微塵數 諸大善知識
지심정례공양시방삼세 제망찰해

至心頂禮供養 十方三世 帝網刹海
상주일체 승가야중(절한다.)

常住一切 僧伽耶衆
유원 무진삼보 대자대비 수차공양 명훈가피력

唯願 無盡三寶 大慈大悲 受此供養 冥薰加被力
원공법계 제중생 자타일시 성불도(반배)

願共法界 諸衆生 自他一時 成佛道

## 한글 전문
저희 이제 청정수를 감로다삼아

삼보님전 올리오니

자비로 받으소서.

자비로 받으소서.

대자비로 받으옵소서.
계향 정향 혜향 해탈향 해탈지견향,

광명구름 두루하여 시방세계 한량없는

삼보님전 공양합니다.
헌향진언(향을 올리는 진언)

『옴 바아라 도비야 훔』(3번)
지극한 마음으로,

온 세계 스승이며 모든 중생 어버이신 석가모니 부처님께

절하옵니다.
지극한 마음으로,

온 세계 항상 계신 거룩하신 부처님께

절하옵니다.
지극한 마음으로,

온 세계 항상 계신 거룩하신 가르침에

절하옵니다.
지극한 마음으로,

대지문수사리보살 대행보현보살 대비관세음보살 대원본존 지장보살님께

절하옵니다.
지극한 마음으로,

부처님께 부촉받은 십대제자 십육성 오백성 독수성 내지 천이백 아라한께

절하옵니다.
지극한 마음으로,

불법 전한 역대조사 천하종사 한량없는 선지식께

절하옵니다.
지극한 마음으로,

온 세계 항상 계신 거룩하신 스님들께

절하옵니다.
다함없는 삼보시여,

저희 예경 받으시고,

가피력을 내리시어,

법계중생 모두 함께

성불 하여지이다.